# Chuck: Acoustic
Chuck Acoustic EP is een ep van de Canadese rockband Sum 41. De akoestische ep kwam alleen in Japan uit op 22 februari 2005 samen met de Japanse tourversie van het album Chuck.

## Nummers
| 1.                 | Pieces (Akoestisch)                         | 3:16 |
| 2.                 | No Brains (Akoestisch)                      | 3:03 |
| 3.                 | Over My Head (Better Off Dead) (Akoestisch) | 2:56 |
| 4.                 | Some Say (Akoestisch)                       | 3:42 |
| 5.                 | There's No Solution (Akoestisch)            | 3:26 |
| Totale duur: 16:23 |                                             |      |

## Bezetting
- Deryck Whibley - slaggitaar, leadzang
- Dave Baksh - leadgitaar, achtergrondzang
- Jason McCaslin - basgitaar, zang
- Steve Jocz - drums, percussie